# ドロシー・ヘイルの自殺
『ドロシー・ヘイルの自殺』（ドロシー・ヘイルのじさつ、スペイン語：El suicidio de Dorothy Hale）は、メキシコの芸術家フリーダ・カーロが1938/1939年に完成させた絵画。クレア・ブース・ルースの依頼でドロシー・ヘイルの自殺を描いた作品である。メゾナイトに油絵具で描かれ、彩色された木製フレームに入れられている。サイズは59.7センチメートル×49.5センチメートル。2024年現在では、フェニックス美術館が収蔵している。

## 作品
本作は、メキシコの伝統である奉納絵（レタブロ）の形式で描かれている。奉納絵とは、事故や災害に見舞われ救われた際に聖母マリアに捧げられるメキシコの民衆画で、絵に神への感謝の言葉を書き込むのが習わしとなっている。
絵はドロシーが投身自殺する瞬間を連続撮影したような構図となっている。そして舞台のように平面的に描かれた地面に血を流したドロシーが描かれている。ドロシーは自殺した時と同様に、黒いビロードの衣装を着てイサム・ノグチから贈られた黄色いバラを胸に付けている。
絵の下部には赤い文字で「1938年10月21日、午前6時、ドロシー・ヘイル夫人はニューヨークのハンプシャー・ハウスのペントハウスから投身自殺をして果てた。彼女の追憶のために（判読不可能）フリーダ・カーロがこのレタブロを描く」と記される。
木製フレームにも絵と連続するように彩色が施され、その下部には血が滴るように描かれる。
また完成当初は、絵の上縁に天使と広げられたリボンが描かれ、スペイン語で「ドロシー・ヘイルの自殺、クレア・ブース・ルースの依頼で、ドロシーの母のために描く」と書かれていた。この部分は作品をみてショックを受けたクレアの意向によって塗りつぶされている。また下部の文の一部も塗りつぶされた。
なおフリーダ生誕100年を記念する回顧展が開かれた際に、フリーダと夫ディエゴ・リベラの間で交わされた書簡が発見された。それによればフリーダは本作を構想スケッチを便箋に何枚も書いて、ディエゴに相談していた。

## 制作の背景
1938年11月、フリーダはニューヨークの画廊で初めてとなる個展を開いた。この個展は成功をおさめ、フリーダはあらたに数点の注文を受けた。本作はその時の注文によって作成された作品の一つである。
依頼者はファッション誌の発行人であったクレアである。個展を訪れたクレアとフリーダの会話は、共通の知人であり10月に自殺したばかりであったドロシーの話題となり、その流れでクレアはフリーダが提案する追悼画をドロシーの母に贈るために注文をした。
クレアは以前フリーダの『トロツキーに捧げる自画像』（1937年）を購入しており、同じような肖像画が完成することを期待していた。しかし本作では血まみれのドロシーの遺体が描かれた。絵を受け取ったクレアはショックを受け、絵を破り捨てたいという衝動に駆られたと回顧している。
友人の説得を受けたクレアは、絵の一部を塗りつぶすことで破り捨てるのを思いとどまった。